# 이문 (신라 사람)

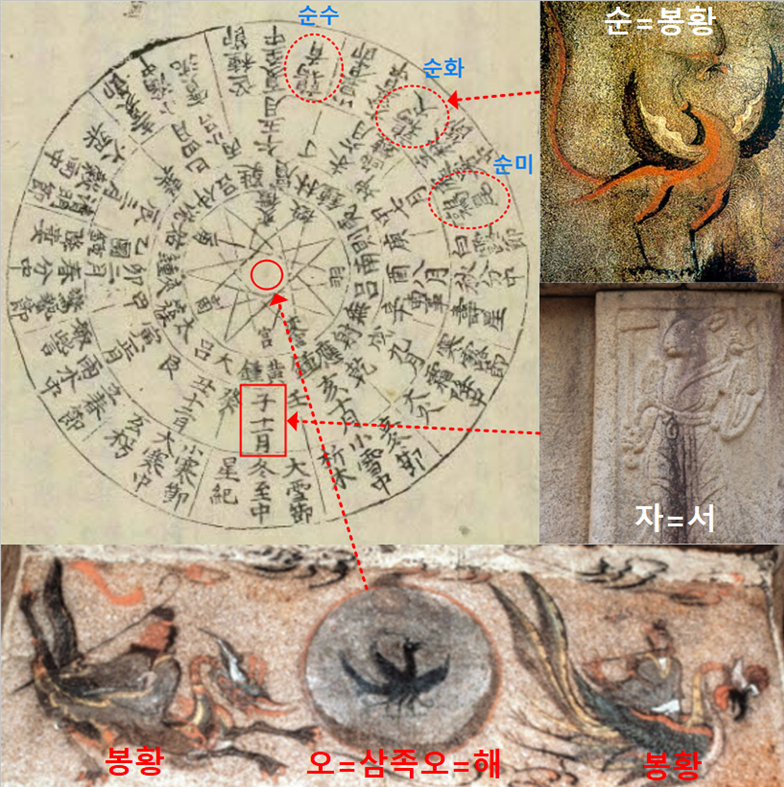
이문의 3곡 까마귀(烏)는 삼족오 태양, 쥐(鼠)는 자(子), 순(鶉)은 봉황을 상징한 천체 연주운동 작곡

이문(尼文 또는 泥文, ?~?)은 가야와 신라의 가야금 연주자이다. 청풍 성열현인 우륵의 제자로 가야에서 악사로 활동하다가 신라에 귀화한 음악가이다.

## 생애
김부식의 《삼국사기(三國史記)》에, “신라 진흥왕 12년(551년) 3월에 왕이 순행하다가 낭성(娘城)에 이르렀는데, 우륵과 그의 제자 이문이 음악에 능하다는 말을 듣고 그들을 특별히 불러서 하림궁에 머물러 있으면서 그들에게 음악을 연주하게 하니, 이에 우륵과 이문은 각각 새로운 노래를 지어 연주하였다.”라는 기록이 전한다. 그리고 같은 책에, “이문이 지은 세 곡은 첫째는 오(嗚), 둘째는 서(鼠), 셋째는 순(鶉)이었다.”라는 기록이 전한다.

## 3곡의 의미
이문이 새로 작곡한 3곡은 통상 우리말로 오(嗚)는 까마귀, 서(鼠)는 쥐, 순(鶉)은 메추라기로 분류한다.  그런데 《춘추원명포(春秋元命苞)》에, “양(陽)이 하나로 일어나기 때문에 해는 하루에 1도를 가고, 양(陽)은 3으로 이루어진 까닭으로 삼족오(三足烏)가 있다. 까마귀라는 것은 양(陽)의 정기이며 그것은 누호(僂呼)라고 말한 것은 속인(俗人)이 보기에 누호(僂呼)가 까마귀와 같아 보이는 까닭으로 이름한 것이다.”라는 기록이에 전하고 있어 이문이 작곡한 오(烏)는 태양의 삼족오(三足烏)이다.
《증보문헌비고》에, “황종(黃鍾)의 자(子)의 기(氣)인데, 월건(月建)은 11월에 해당하고 진(辰)은 성기(星紀)에 있다. 유빈(蕤賓)은 오(午)의 기인데, 월건은 5월에 해당하고 진(辰)은 순수(鶉首)에 있다. 임종(林鍾)은 미(未)의 기인데, 월건은 6월에 해당하고 진(辰)은 순화(鶉火)에 있다. 이칙(夷則)은 신(申)의 기인데, 월건은 7월에 해당하고 진(辰)은 순미(鶉尾)에 있다.”라는 기록이에 전하고 있어 순수(鶉首)는 순의 머리이며, 순화(鶉火)는 순의 깃털이며, 순미(鶉尾)는 순의 꼬리이다.
《회남자(淮南子)》에 심괄(沈括은 “주작(朱雀)은 어떤 동물로 삼았는지 알 수 없는데, 다만 새가 붉다는 것을 말하며, 새의 무리는 붉어서 하늘에 날아가서 반드시 나무에 붙어 모이니 이것은 화(火)의 형상이다. 혹은 새는 곧 봉황(鳳凰)이다. 그러나 천문가(天文家)는 주조(朱鳥)를 이내 순(鶉)에 형상을 취하여 남방(南方) 7수(七宿)는 순수(鶉首)ㆍ순화(鶉火)ㆍ순미(鶉尾)라고 말하는 이것이다.”라는 기록이에 전하고 있어 지금까지 순(鶉)은 메추라기의 통설은 주작(朱雀)의 봉황으로 의인한 것을 알게 되었다. 그리고 자(子)는 12지의 쥐를 의미하며 자오선과 같은 뜻이다.
이로써 이문의 3곡은 1년 12개월을 주기로 천체를 연주운동하는 태양ㆍ달ㆍ별의 12위차를 작곡한 것으로써 우륵이 창금한 12현과 12곡 역시 12월의 천체 운행과 세시풍속을 작곡한 것을 시사한다. 즉, 가야금의 몸체는 봉황으로 일겉는다.